# Манджера
Манджера (англ. Mandurah) — второй по величине город австралийского штата Западная Австралия, расположенный примерно в 72 км к югу от Перта. Согласно переписи 2006 года, в городе проживало 67 813 человек.

## Климат
| Показатель                                                              | Янв. | Фев. | Март | Апр. | Май  | Июнь | Июль | Авг. | Сен. | Окт. | Нояб. | Дек. | Год  |
| ----------------------------------------------------------------------- | ---- | ---- | ---- | ---- | ---- | ---- | ---- | ---- | ---- | ---- | ----- | ---- | ---- |
| Средний суточный максимум, °C                                           | 30,4 | 30,8 | 28,6 | 25,4 | 21,7 | 18,9 | 17,9 | 18,1 | 19,3 | 22,0 | 25,4  | 28,8 | 23,9 |
| Средний суточный минимум, °C                                            | 17,2 | 17,1 | 15,8 | 13,9 | 11,2 | 9,7  | 9,0  | 9,1  | 9,9  | 10,7 | 13,6  | 15,5 | 12,7 |
| Источник: http://www.bom.gov.au/climate/averages/tables/cw_009887.shtml |      |      |      |      |      |      |      |      |      |      |       |      |      |

## История
Коренными жителями местности, на которой располагается современный город, являются представители австралийских аборигенов. Традиционное же название этой местности — «Mandjoogoordap», которое переводится с одного из австралийских языков как «место встречи сердец».
Активная колонизация региона европейцами началась в XIX веке и связана с именем английского колонизатора Томаса Пила (англ. Thomas Peel), который обосновался вместе с большой группой поселенцев в районе современной Манджеры в конце 1829—начале 1830 года. После его смерти в 1865 году городок продолжал развиваться, а основным занятием его местных жителей было рыболовство и садоводство. Кроме того, был построен консервный завод. Со строительством качественных дорог, связавших город с другими населёнными пунктами Западной Австралии (в том числе Пертом) и улучшением транспортной доступности, Манджера стала более привлекательным городком. Это способствовало развитию в регионе туризма, а сама Манджера стала излюбленным местом отдыха для отпускников. После того, как в начале XX века в городке прекратили своё существование консервный завод и лесопилка, туризм окончательно закрепился в качестве основной отрасли. При этом численность постоянного населения на тот момент оценивалась всего в 150 человек.
Вплоть до 1949 года Манджера находилась под контролем управления шоссейных дорог Мюррея, которое располагалось в Пинджаре. Однако ввиду географической удалённости и активного развития города местным населением было принято решение о проведении референдума, на котором было одобрено предложение о выходе из подчинения управлению Мюррея. Уже к середине 1949 года было сформировано управление шоссейных дорог Манджеры. Тем не менее деятельность управления не отличалась особой эффективностью, и впоследствии управление было распущено. Вместо него в июле 1956 года был назначен специальный уполномоченный, который по сути стал руководить городом. Тем не менее уже 26 апреля 1960 года управление возобновило свою деятельность, а 1 июля 1961 года в соответствии с новым законом о местном самоуправлении был сформирован совет графства Манджера (англ. Mandurah Shire Council).
В течение 1970-х—1980-х годов Манджера активно развивалась, а численность населения росла. 1 июля 1987 года Манджера получила статус «тауна» (англ. Town), а 14 апреля 1990 года — статус «сити» (англ. City). В настоящее время Манджера является одним из крупнейших курортных центров Западной Австралии.

## Население
По данным переписи населения 2006 года, в городе проживало 67 813 человек. Показатели по половым категориям в городе были следующие: 33 261 мужчина и 34 552 женщины. Показатели по возрастным категориям: 5,9 % жителей до 4 лет, 14,3 % жителей от 5 до 14 лет, 11,2 % жителей от 15 до 24 лет, 36,6 % жителей от 25 до 54 лет, 32 % жителей старше 55 лет. Средний возраст составлял 41 год.
Национальный состав населения был 70 % австралийцев, 11,9 % англичан, 2,2 % новозеландцев, 1,3 % шотландцев, 0,7 % южноафриканцы, 0,7 % голландцев. Доля жителей, родившихся за рубежом, составляла 21,9 %. Основным языком общения в городе (90,5 %) был английский язык. По религиозному составу: доля англиканцев составляла 28,4 %, атеистов — 23,7 %, католиков — 18,5 %, членов Объединённой церкви — 4,2 %.
Доля семей, в которых были дети, составляла 38,2 % жителей; доля бездетных семей — 47,2 %; доля неполных семей с хотя бы одним родителем — 13,8 %. Домашние хозяйства из одной семьи составляли 70 % всех домашних хозяйств Манджеры.
Средний еженедельный доход на человека старше 15 лет — AUD$ 395. Уровень безработицы в Манджере в 2006 году составлял 5,2 %.

## Галерея

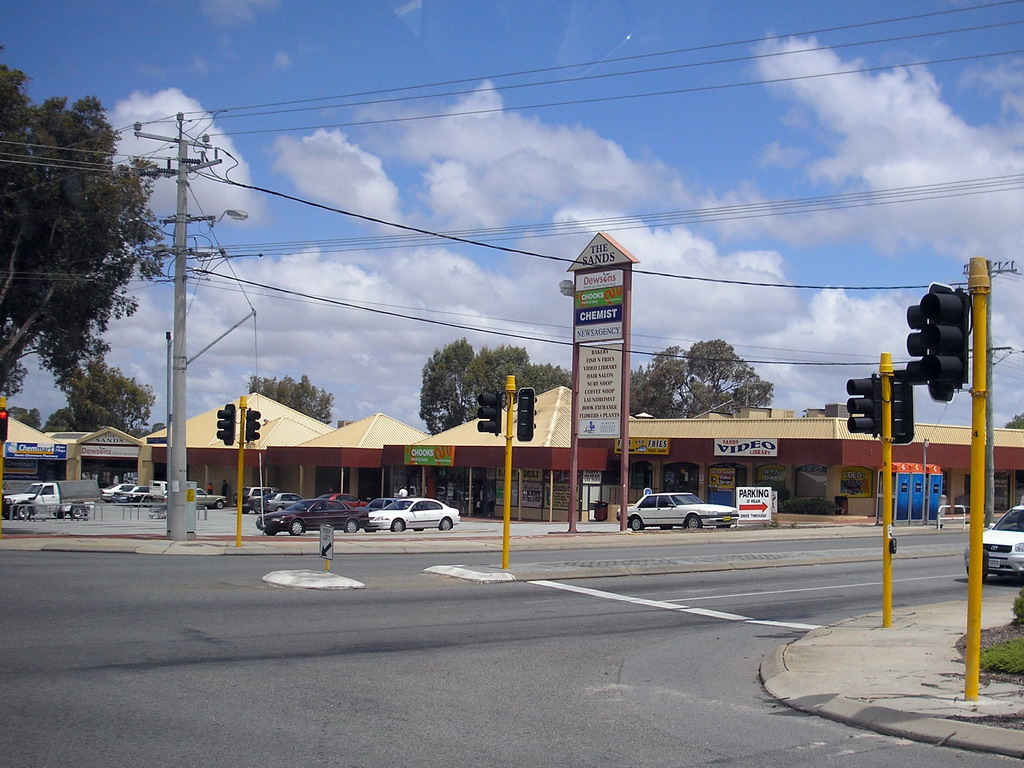
Силвер-Сэндс (пригород Манджеры).
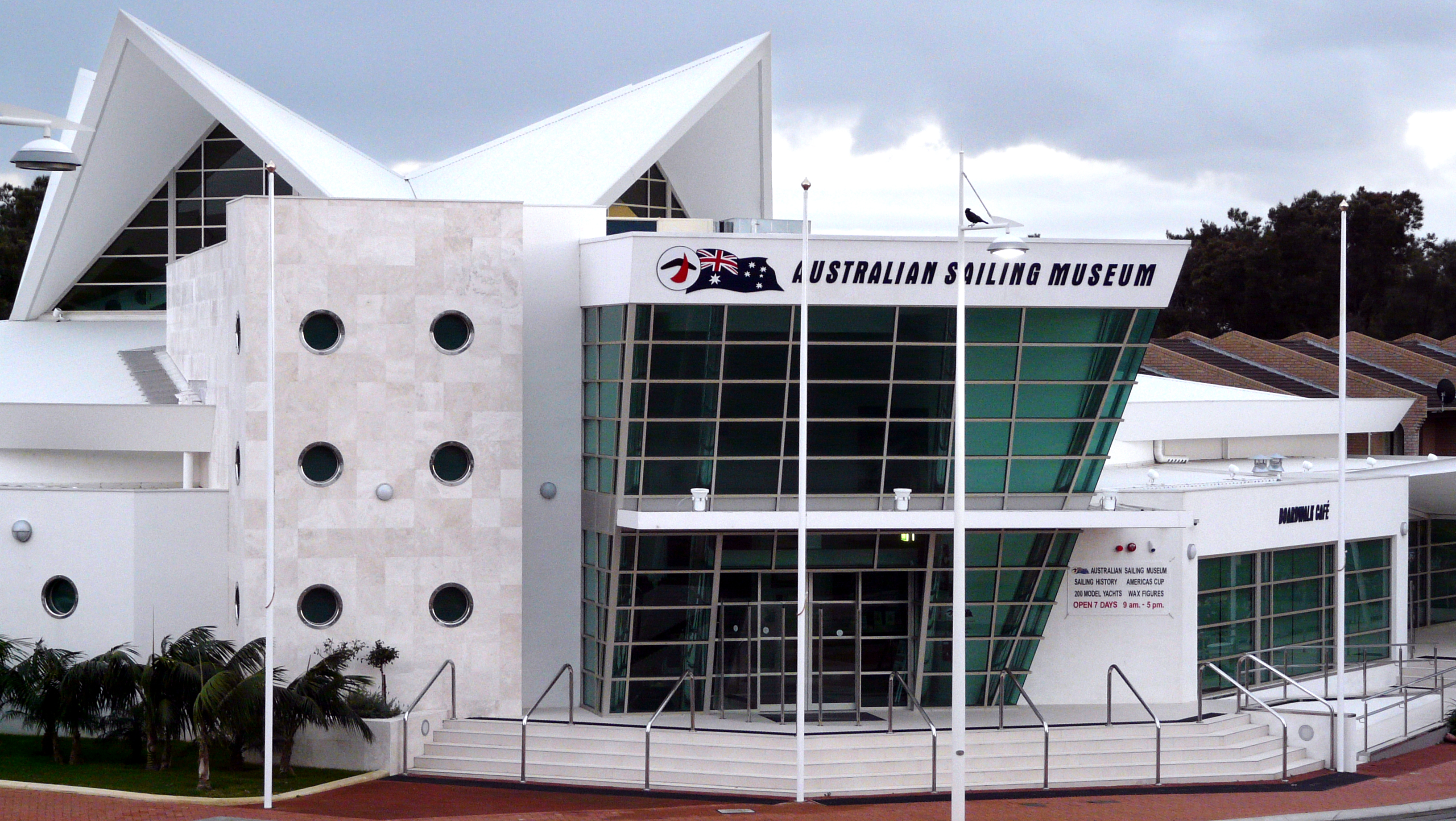
Австралийский музей мореходства.
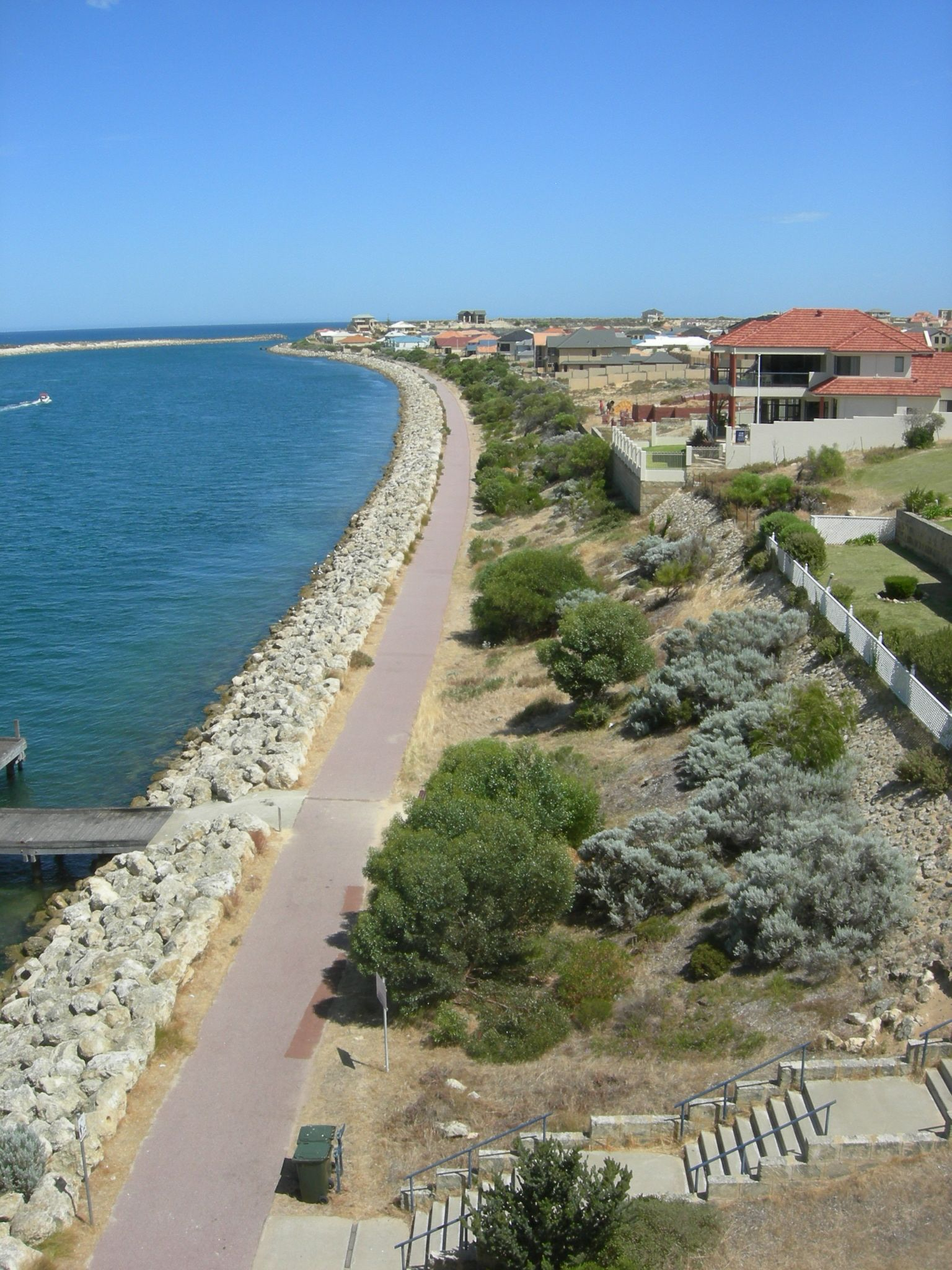
Канал Дауэсвилл.
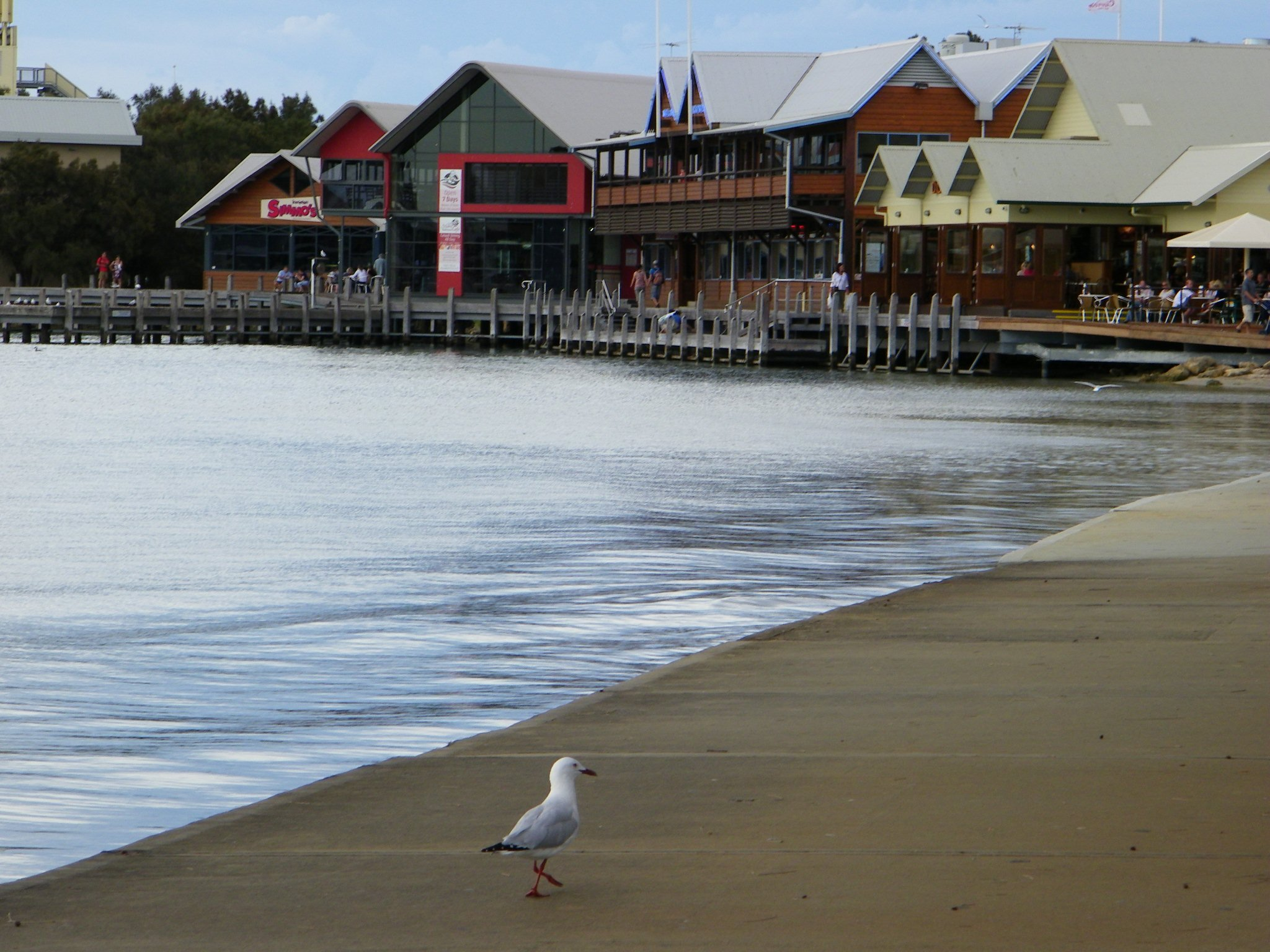
Побережье.
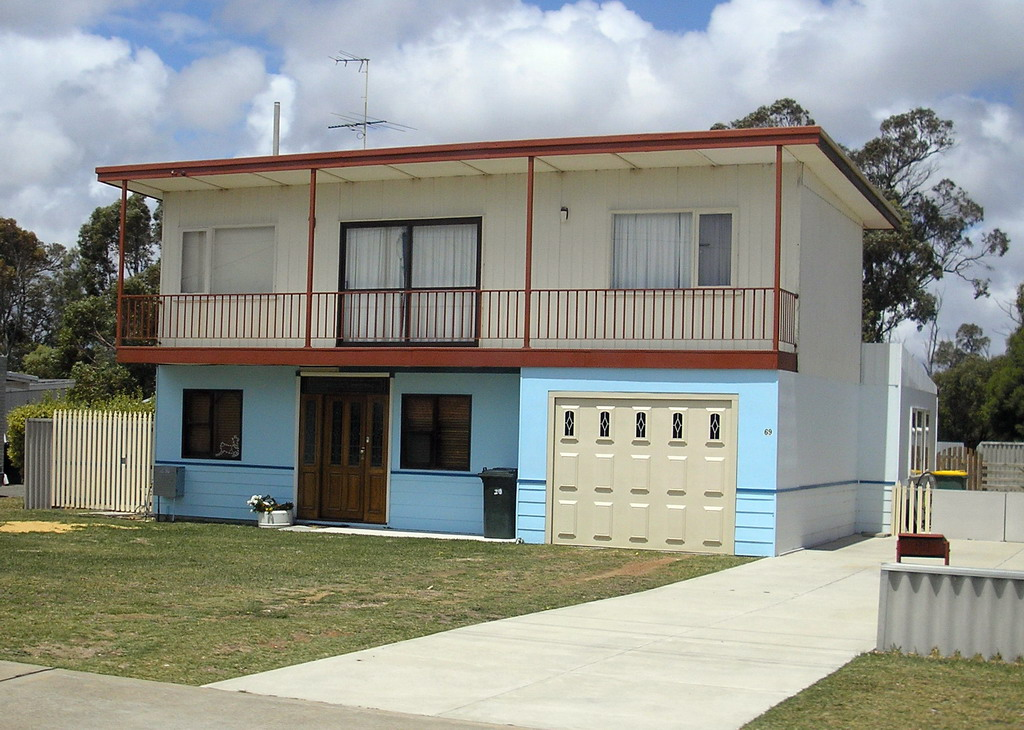
Типичный австралийский курортный домик.
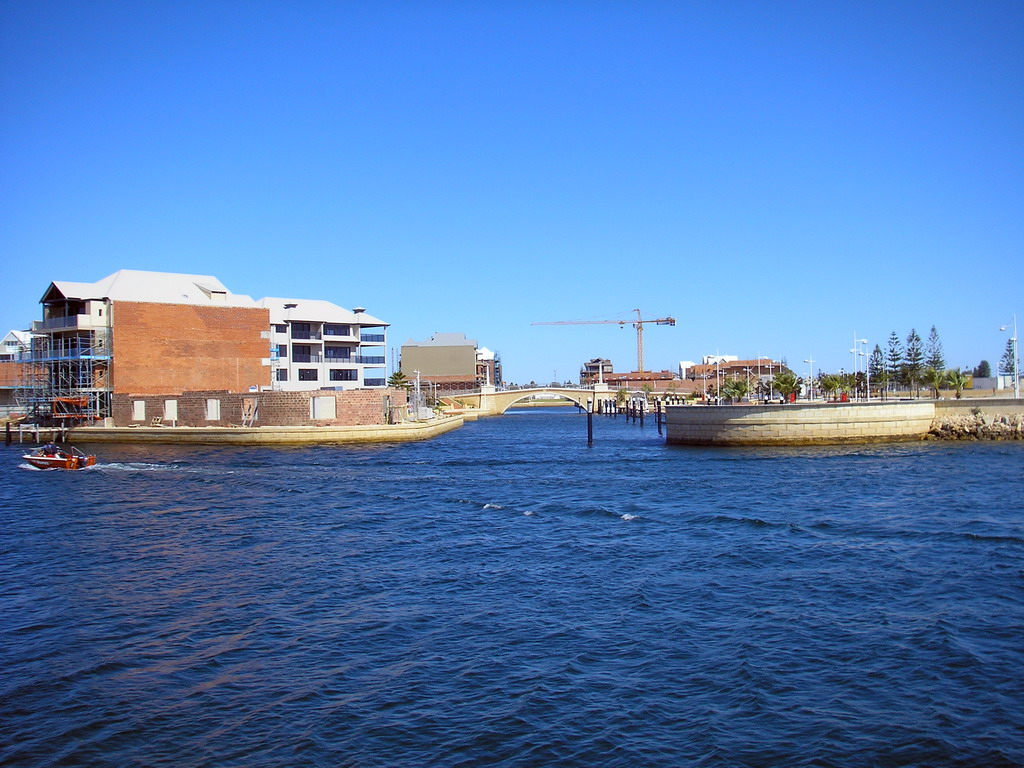
Ocean Marina.